# Bărbați în negru 3
Bărbați în negru 3 (în engleză Men in Black 3, stilizat ca MIB3 și scris alternativ ca Men in Black III) este un film SF de comedie american 3D din 2012 cu Will Smith, Tommy Lee Jones și Josh Brolin. Filmul a fost lansat la 25 mai 2012 în Statele Unite, la zece ani după filmul Bărbații în negru II și la cincisprezece ani de la premiera filmului original Bărbații în negru. În film mai interpretează actorii Jemaine Clement și Emma Thompson, Barry Sonnenfeld revine în calitate de regizor, iar Steven Spielberg revine ca producător executiv. Această producție este al treilea film din seria de filme bazate pe benzile desenate realizate de Lowell Cunningham, benzi desenate care au fost publicate inițial de Aircel Comics și mai târziu de Malibu Comics și Marvel Comics. Filmările principale au început la New York la 16 noiembrie 2010.

## Prezentare
Criminalul boglodit Boris Animalul scapă din închisoarea de maximă securitate LunarMax aflată pe Lună cu intenția de a merge înapoi în timp și de a-l ucide pe Agentul K, cel care la 16 iulie 1969 l-a împușcat, lăsându-l fără un braț și capturându-l. După investigația accidentului unei nave spațiale în New York și după o încăierare dintr-un restaurant chinezesc, K află că Boris a scăpat. K regretă că nu l-a ucis pe Boris în 1969, se întoarce în apartamentul său și apoi toate urmele vieții lui K din 1969 până în prezent dispar. Sosind la sediul MIB, Agentul J descoperă că numai el își amintește de Agentul K ca fiind în viață în prezent, în timp ce restul personalului MIB își amintește că Agentul K a fost ucis în acțiune, în anul 1969, când încerca să-l prindă pe Boris Animalul.

## Actori
- Will Smith este Agent J, un agent senior MIB[3]
- Tommy Lee Jones este Agent K, un agent senior MIB[3]
- Josh Brolin este tânărul Agent K
- Jemaine Clement este Boris Animalul[4]
- Nicole Scherzinger este Lily, iubita lui Boris care îi aduce un tort la închisoarea de pe Lună[5]
- Emma Thompson este Agent O, șeful în prezent al MIB[6][7]
- Michael Stuhlbarg este Griffin, un extraterestru care poate vedea multiple multiple variante de desfășurare a viitoruluis[8]
- Mike Colter este Colonelul James Darrell Edwards Jr.
- Michael Chernus este Jeffrey Price
- Alice Eve este tânărul Agent O
- David Rasche este Agent X, șeful MIB din 1969[9]
- Keone Young este Mr. Wu
- Bill Hader este Andy Warhol / Agent W
- Will Arnett este Agent AA, partenerul Agentului J după „moartea” agentului K
- Lanny Flaherty este Obadiah Price
- Cayen Martin este tânărul James Darrell Edwards III/tânărul Agent J